# 幸福な王子
『幸福な王子』（こうふくなおうじ、The Happy Prince）は、アイルランド出身の文人オスカー・ワイルドによる子供向けの短編小説。またこの短編が初出する短編集 The Happy Prince and Other Tales の通称。1888年に初めて出版された。
町の中心部に高く聳え立つ自我を持った王子像が、あちこちを飛び回って様々な話をしてくれるツバメと共に、苦労や悲しみの中にある人々のために博愛の心で自分の持っている宝石や自分の体を覆っている金箔を分け与えていくという自己犠牲の物語。最後は、宝石もなくなり金箔の剥がれたみすぼらしい姿になった王子と、一刻も早く南に渡っていくべきと後ろ髪を引かれながらも、やがて王子像と運命を共に過ごす覚悟を決めたツバメが残る。
博愛と悲壮、象徴性の高い作品。

## あらすじ
ある街の柱の上に、「幸福な王子」と呼ばれる像が立っていた。かつてこの国で、幸福な生涯を送りながらも、若くして死んだとある王子を記念して建立されたものだった。両目には青いサファイア、腰の剣の装飾には真っ赤なルビーが輝き、体は金箔に包まれていて、心臓は鉛で作られていた。とても美しい王子は街の人々の自慢だった。しかし、人々が知らないことがあった。その像には、死んだ王子自身の魂が宿っており、ゆえに自我を持っていること。王子が、かつて宮殿にいた頃には気付かず知らなかった、この町の貧しい、不幸な人々の実態を知り、嘆き悲しんでいることである。
渡り鳥であるがゆえにエジプトへ旅に出ようとしていたツバメが寝床を探し、王子の像の足元で寝ようとすると、突然上から大粒の涙が降ってくる。王子はこの場所から見える不幸な人々に自分の宝石をあげてきて欲しいとツバメに頼む。ツバメは早く南へ渡りたかったが、やがて言われた通り王子の剣の装飾に使われていた美しいルビーを病気の子供がいる貧しい母親に届けた。
王子は片目のサファイアを飢えた若い劇作家に、もう片方を幼いマッチ売りの少女に持っていって欲しいと言い、ツバメは「そんな事をしたら目が見えなくなってしまう」と忠告するが、「この風景を見る方が辛い」と言われ、言われたまま両目のサファイアを届ける。
エジプトに渡ることを中止し、街に残り、王子と共に過ごす覚悟を決意したツバメは、街中を飛び回り、両目をなくし目の見えなくなった王子に色々な話を聞かせる。王子はツバメの話を聞き、まだたくさんいる不幸な人々に、自分の体の金箔を剥がして分け与えて欲しいと頼む。
やがて冬が訪れ、王子はかつての輝きを失い、みすぼらしい姿になり、南の国へ渡り損ねたツバメも徐々に衰え、弱っていく。自らの死を悟ったツバメは最後の力を振り絞って飛び上がり、目の見えない王子にキスをし、やがて彼の足元で力尽きる。その瞬間、王子の鉛の心臓は音を立て二つに割れてしまった。みすぼらしい姿になった王子の像は心無い人々によって柱から取り外され、溶鉱炉で溶かされたが、鉛の心臓だけは溶けず、ツバメと一緒にゴミ溜めに捨てられた。
天国では、下界の様子の全てを見ていた神が、天使に「この街で最も尊きものを二つ持ってきなさい」と命じ天使を遣わせる。天使はゴミ溜めから王子の鉛の心臓を、そしてツバメの骸を持ってくる。神は天使を褒め、そして王子とツバメは楽園で永遠に幸福になった。

## 日本語訳
以下は近年刊行されたもの。
- 『幸福な王子 ワイルド童話全集』西村孝次 訳、新潮文庫、1968年、改版2003年
- 『しあわせな王子』今江祥智 訳、矢吹申彦（絵）、集英社、1980年、新版1993年（こどものための世界童話の森）
- 『幸福な王子 他4編』海老池俊治 訳、研究社新訳注双書、1985年
- 『しあわせのおうじ』岡信子（文）、清宮哲（絵）、金の星社、1989年
- 『しあわせな王子』前川祐一（文）、田口智子（絵）、ポプラ社、1988年
- 『幸福の王子』井村君江 訳、偕成社文庫、1989年
- 『こうふくな王子』西本鶏介（文）、チャイルド本社 絵本世界名作館、1991年
- 『幸福な王子』西崎一郎 訳、北星堂書店、1992年
- 『幸福な王子とその他の物語』河野芳英 訳、旺史社、1993年
- 『英和対訳 幸福な王子・親友』西田実 訳、英宝社、1993年
- 『しあわせの王子』神宮輝夫 訳、村田収（絵）、講談社青い鳥文庫、1993年
- 『幸せの王子』今村葦子 訳、南塚直子（絵）、偕成社、1993年
- 『幸福の王子』小野忠男（文）、井上ゆかり（絵）、にっけん教育出版社、1994年
- 『しあわせのおうじ』こわせたまみ（文）、井江栄（絵）、フレーベル館、1996年
- 『幸福な王子』冨山太佳夫・冨山芳子（編）、青土社・妖精文庫、1999年
- 『幸せな王子』金原瑞人（文）、清川あさみ（絵）、今井智己（写真）、リトル・モア、2006年
- 『幸福の王子』曽野綾子 訳、建石修志（画）、新版・バジリコ、2006年
- 『しあわせの王子』いもとようこ（文・絵）、金の星社、2007年
- 『幸せな王子』天川佳代子 訳、ポプラ社・ポケット文庫、2008年
- 『幸福の王子』原マスミ（絵・抄訳）、ブロンズ新社、2010年
- 『幸福の王子』ジェーン・レイ（作）、木原悦子 訳、日本基督教団出版局、2014年
- 『しあわせのおうじ』あきせいじ（文）、かじ ひでやす（絵）、いずみ書房、2014年
- 『しあわせなおうじ』間所ひさこ（文）、こみねゆら（絵）、西本鶏介（監修）、フレーベル館、2016年
- 『幸福な王子 / 柘榴の家』小尾芙佐 訳、光文社古典新訳文庫、2017年
- 『幸福な王子 他八篇』富士川義之 訳、岩波文庫、2020年

## 映像化
- こどもにんぎょう劇場『幸福な王子』
- 共立映画社+和光プロダクション制作 演出：富野喜幸 『しあわせの王子』
- まんが世界昔ばなし 第8話Bパート『幸福の王子』

## 短編集に収録されている作品
- 幸福な王子 - The Happy Prince
- ナイチンゲールとばら - The Nightingale and the Rose
- わがままな巨人 - The Selfish Giant
- 忠実な友だち - The Devoted Friend
- 非凡な打ち上げ花火 - The Remarkable Rocket